# Droga krajowa nr 169 (Kostaryka)
Droga krajowa nr 169 (hiszp. Ruta Nacional Secundaria 169/Ruta 169) – jedna z dróg krajowych w Kostaryce. Znajduje się ona w prowincji Alajuela.

## Opis
W prowincji Alajuela droga krajowa nr 169 przebiega przez kanton San Ramón (przez dystrykty San Ramón i San Isidro) oraz kanton Palmares (przez dystrykty Buenos Aires i La Granja).